# Berliner-Joyce F2J
El Berliner-Joyce XF2J fue el segundo caza biplano de la compañía para la Armada de los Estados Unidos. El XF2J fue ordenado el 30 de junio de 1931 y, aunque designado como caza biplaza, fue usado como avión de observación.

## Desarrollo y diseño
La construcción del XF2J era totalmente metálica con el timón recubierto de tela. El ala superior era "de gaviota", con una corta sección fuertemente angulada hacia arriba y el resto del ala con un ligero diedro. La envergadura del ala inferior era menor que la del ala superior, y estaba arriostrada con montantes en "N" y cables. Una ametralladora de calibre 7,62 mm estaba localizada en cada una de las secciones de gaviota del ala superior, y estaban sincronizadas para disparar a través del disco de la hélice.
El herméticamente encapotado Pratt & Whitney R-1690C Hornet de 9 cilindros fue el motor especificado originalmente, pero fue cambiado por el Wright SR-1510-92 Whirlwind de 14 cilindros y 625 hp (466 kW) antes de que volara el avión. La hélice era un diseño metálico bipala de velocidad constante.
La cabinas, originalmente abiertas, fueron modificadas con cubiertas deslizantes poco antes de la entrega a la Armada.

## Variantes
XF2J-1
Prototipo con motor Wright SR-1510-92 Whirlwind, uno construido (matrícula A-8973).

## Operadores
Estados Unidos
- Armada de los Estados Unidos

## Historia operacional
El XF2J-1 sufría las mismas deficiencias que el P-16, resultando en unas desfavorables pruebas de servicio del único prototipo, que había aparecido dos años tarde debido a una prolongada fase de desarrollo, exacerbada por dificultades financieras que finalmente condujeron a la desaparición de la compañía. La pobre visibilidad por encima del morro y las características de aterrizaje condenaron al XF2J-1, especialmente a la luz de la disponibilidad del superior Grumman FF-1.

## Especificaciones
Referencia datos: Forgotten Fighters/1

### Características generales
- Tripulación: Dos (piloto y observador)
- Longitud: 8,79 m
- Envergadura: 10,97 m (ala superior)
- Altura: 3,40 m
- Superficie alar: 28,20 m²
- Peso vacío: 1456 kg
- Peso cargado: 2059 kg
- Peso máximo al despegue: 2059 kg
- Planta motriz: 1× motor radial de 14 cilindros en dos filas, sobrealimentado y refrigerado por aire Wright SR-1510-92 Whirlwind.
  - Potencia: 450 kW (600 hp)

### Rendimiento
- Velocidad nunca excedida (Vne): 315 km/h
- Velocidad crucero (Vc): 275 km/h
- Alcance: 840 km
- Techo de vuelo: 6550 m (21500 pies)

### Armamento
- Ametralladoras: 

  - 2 fijas de 7,62 mm de tiro frontal montadas en el área de la raíz alar del ala superior

### Desarrollos relacionados
- Berliner-Joyce P-16

### Secuencias de designación
- Secuencia FJ (Cazas de la Armada estadounidense (Berliner-Joyce)(1922-1962)): FJ - F2J - F3J